# Ariake Coliseum
L'Ariake Coliseum è un'arena coperta di Tokyo.

## Storia e descrizione
I lavori di costruzione dell'Ariake Coliseum, situato nel quartiere di Kōtō a Tokyo, sono iniziati nel 1985 e terminati nel 1987, anno in cui il complesso è stato inaugurato: con una capacità di 10 000 spettatori, ospita principalmente eventi tennistici, in particolare il Japan Open Tennis Championships e il Toray Pan Pacific Open, oltre al torneo di tennis ai Giochi della XXXII Olimpiade. Ha anche ospitato gare di pallavolo internazionale, in tornei come il World Grand Prix femminile, le cui finali si sono svolte nell'arena nell'edizione 2014, e la World League maschile.